# 公孫晃
公孫 晃（こうそん こう　生年不詳 - 238年）は、中国三国時代の武将。字は不詳。公孫康の子。公孫淵の兄。叔父は公孫恭。家柄は遼東公孫氏。子の名は不詳。

## 経歴
父の没時に幼少であったため、叔父の公孫恭が家督を継いだ。
叔父には子がいなかった（機能不全の説もあり）ため、当初から叔父の跡目は公孫晃と目されていた。また叔父も、都（許昌、後に洛陽）に公孫晃を住まわせることで官位を得ていた。
しかし、叔父には政治的能力が乏しかったため、配下及び民衆の不満が高まっていたところを弟の公孫淵に奪位された（228年）。そのため公孫晃は後を継ぐことができなかった。公孫晃は弟を危険人物と考え朝廷に討伐を進言したが、聞き入れられなかったという。
その後、弟が魏に反乱を起こし鎮圧されると捕らえられた。公孫晃は以前からの発言もあり助命を望み、曹叡（明帝）もそのつもりだったが、周囲の反対が強く結局は誅殺されることになった。弟と甥の公孫脩の首が洛陽に届けられると、公孫晃は処刑は免れないと思い、子と抱き合って泣いた（「魏志」公孫度伝）。
なお「魏志」高柔伝によると、獄中において妻子と共に、差し入れられた金屑酒（金粉入りの毒酒）を飲んで自害したことになっている。高柔は「公孫晃が討伐を進言したのであれば助け、そうでなかったのであれば市場で処刑するべき」と主張し、はっきりとした調査もしないまま密かに処刑させた曹叡を批判している。また裴松之も、公孫晃のケースは趙括の母や鍾毓と同じケースであったにもかかわらず、連座が免れなかったことに同情している。
このために名実ともに遼東公孫氏は滅亡した。